# Bracon cryptorhynchi
Bracon cryptorhynchi är en stekelart som först beskrevs av Muesebeck 1931.  Bracon cryptorhynchi ingår i släktet Bracon och familjen bracksteklar. Inga underarter finns listade.